# Oost-Pruisisch voetbalkampioenschap 1909/10
In 1909/10 werd het derde Oost-Pruisisch voetbalkampioenschap gespeeld, dat georganiseerd werd door de Baltische voetbalbond. 
Prussia-Samland Königsberg werd kampioen en plaatste zich zo voor de Baltische eindronde, waar de club BuEV Danzig versloeg. Hierdoor plaatste de club zich voor de eindronde om de Duitse landstitel. De club verloor thuis met 1-5 van Rixdorfer FC Tasmania 1900.

## Eindstand
| Plaats | Club                          | Wed. | W | G | V | Saldo | Ptn. |
| ------ | ----------------------------- | ---- | - | - | - | ----- | ---- |
| 1.     | VfB Königsberg                | 4    | 3 | 0 | 1 | 12:6  | 6    |
| 2.     | SV Prussia Samland Königsberg | 4    | 3 | 0 | 1 | 5:5   | 6    |
| 3.     | SC Ostpreußen Königsberg      | 4    | 0 | 0 | 4 | 1:7   | 0    |

|  | Play-off om de titel |
|  | Degradatie           |

## Play-off
Prussia-Samland kreeg de titel toegewezen omdat VfB Königsberg geen voetbal voorzien had. 
|                  |                |           |                               |                       |
| 19 december 1909 | VfB Königsberg | Walk-over | SV Prussia-Samland Königsberg | Friedländer Tor-Platz |
| 19 december 1909 |                |           |                               | Friedländer Tor-Platz |